# Landgericht Pergine

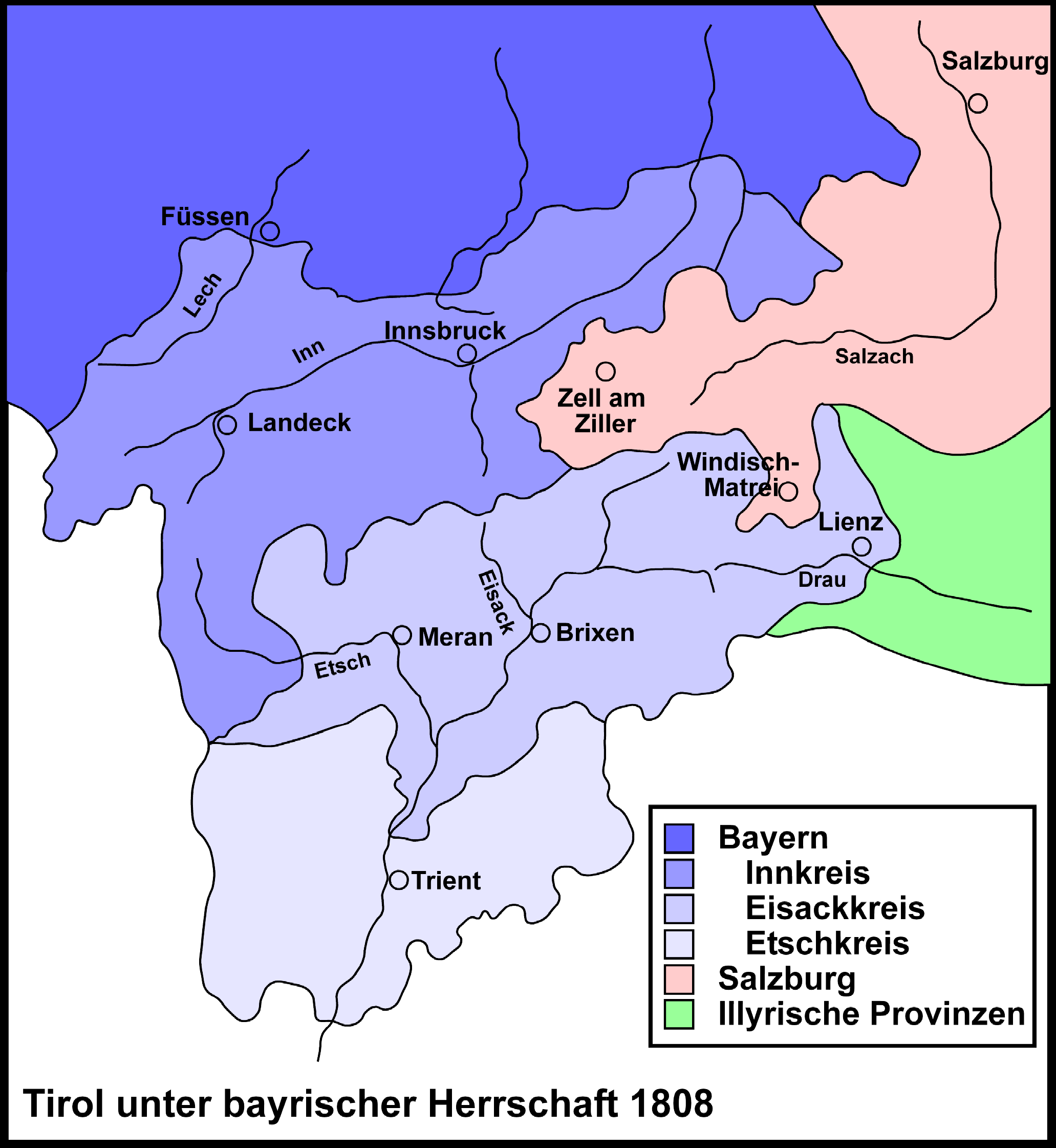
Das Landgericht Pergine im Etschkreis 1808

Das Landgericht Pergine war ein von 1805 bis 1810 bestehendes bayerisches Landgericht älterer Ordnung mit Sitz in Pergine Valsugana (deutsch veraltet Persen) im Trentino. Die Landgerichte waren im Königreich Bayern Gerichts- und Verwaltungsbehörden.

## Geschichte
Im Jahr 1805 wurde nach dem Frieden von Pressburg im Verlauf der Verwaltungsneugliederung Bayerns das Landgericht Pergine errichtet. Dieses wurde nach der Gründung des Königreichs Bayern dem Etschkreis zugeschlagen, dessen Hauptstadt Trient war.
Peter Adolph Winkopp schreibt im Jahr 1807: „Das Landgericht Pergine besteht aus dem landesfürstlichen Gerichte Pergine und dem einbezirkten Graf Trappischen Gerichte Caldonazzo. Es hat auf 5¾ Quadratmeilen eine Bevölkerung von 12.731 Seelen, von welchen 8.412 landgerichtlich sind.“
Im Jahr 1810 wurde der Etschkreis an das napoleonische Königreich Italien abgetreten.

## Beamte des Landgerichts
Die Namen der Beamten des Landgerichts Pergine im Jahr 1809 lassen sich aus dem Königlich-Baierischen Regierungsblatt entnehmen.
- Erster Assessor: Andreas Pecoretti
- Zweiter Assessor: Joseph Thomas Haller